# Línea 7 de CPTM
La Línea 7 - Rubí es una línea de ferrocarril metropolitano en la ciudad de São Paulo (Brasil). La línea es una de las siete líneas operadas por CPTM y una de las trece líneas que conforman la Red Metropolitana de Transporte de São Paulo. Comprende el tramo definido entre las estaciones Luz ↔ Francisco Morato, con extensión: Francisco Morato ↔ Jundiaí. Hasta marzo de 2008, se denominaba Línea A - Marrón.

## Histórico

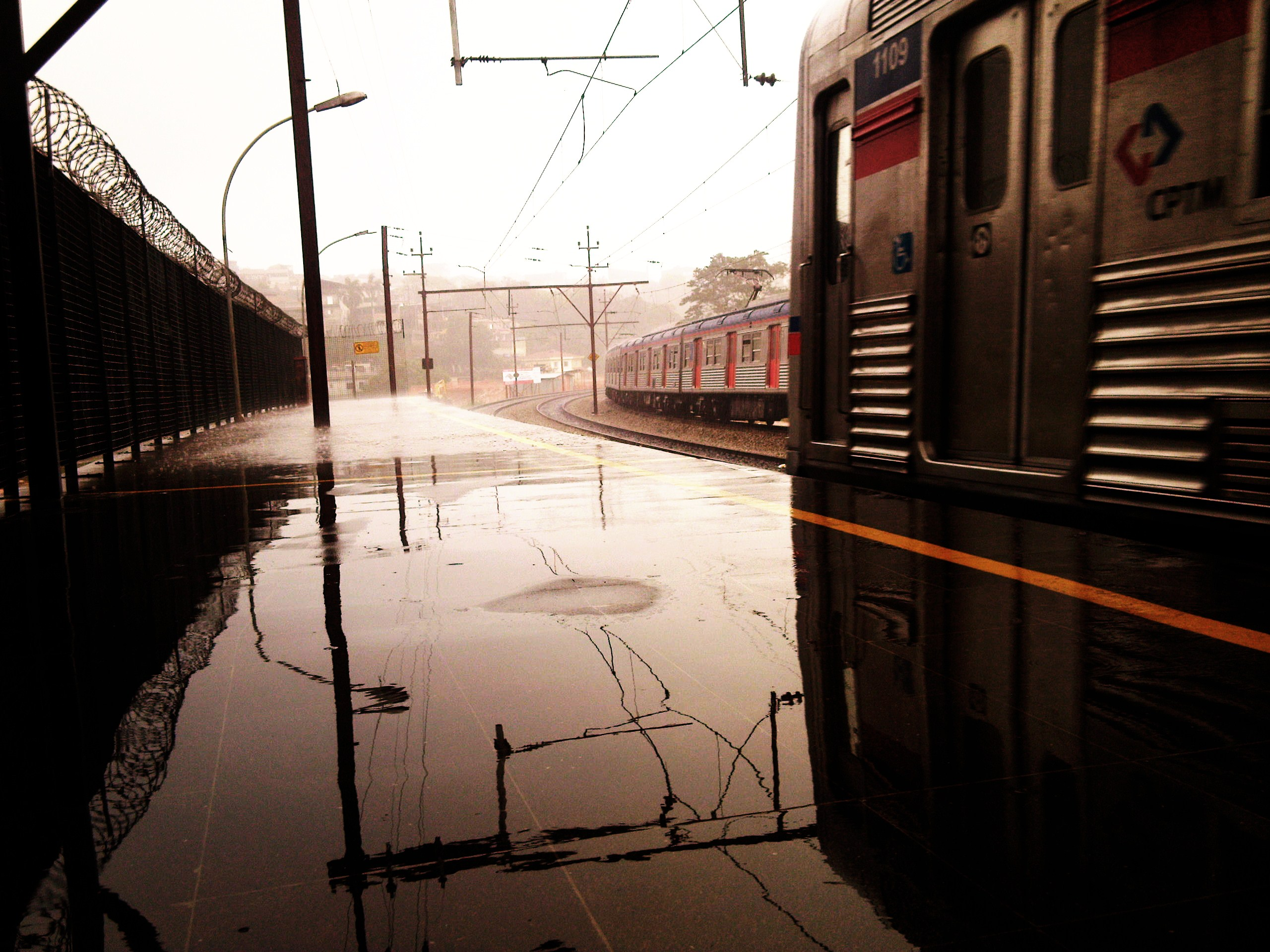
Final de tarde lluviosa en la Estación Jaraguá.

La línea fue construida por la extinta São Paulo Tramway, Light and Power Company (SPR), posteriormente llamada Estrada de Ferro Santos-Jundiaí (EFSJ), habiendo sido inaugurada el 16 de febrero de 1867. La línea es considerada "uno de los puntos iniciales del desarrollo de la ciudad de São Paulo". A inicios del siglo XX, gracias a la construcción de varias estaciones intermedias entre las originales de la SPR, se dio inicio a la circulación de trenes suburbanos, inicialmente hasta Pirituba. En la década de 1940 la línea fue electrificada, pero continuó trabajando con los coches de madera tirados por locomotoras hasta 1957, cuando la línea Santos-Jundaí adquirió los primeros trenes eléctricos de la antigua serie 101 (actual serie 1100 de CPTM).
En 1975, la línea sería administrada directamente por la Rede Ferroviária Federal (RFFSA), que desde 1957 tenía la Santos-Jundiaí como una de sus subsidiarias. En 1984 se trasladó a la Companhia Brasileira de Trens Urbanos (CBTU), que heredó todos los servicios de la red de trenes metropolitanos, un servicio que sería estatizado en 1994, pasando a las manos de la recién fundada Compañía Paulista de Trenes Metropolitanos (CPTM).
En abril de 2010 la prefectura de São Paulo, anunció una operación urbana que bordea la Línea 7, en un intento de atraer inversiones para las regiones de Lapa y Bras, actualmente ocupadas por varios galpones abandonados y terrenos baldíos, las últimas áreas grandes de la ciudad ociosas. Las regiones suman un total de 135.000 habitantes, pero la expectativa es de atraer a más de cuatrocientos mil nuevos en los próximos veinte años.

## Trayecto
La Línea 7 atiende la circulación entre las estaciones Luz y Jundiaí, pasando por los municipios de Caieiras, Franco da Rocha, Francisco Morato, Campo Limpo Paulista y Varzea Paulista - estos dos últimos ya fuera de la Región Metropolitana de São Paulo. El viaje se divide en dos "ramales" con transferencia gratuita en Francisco Morato.
Esta sub-área metropolitana tiene una topografía muy accidentada (Serra dos Cristais), siendo que los núcleos urbanizados se fueron ubicando a lo largo de la ferrovía, como barrios dormitorios de São Paulo, debido a las dificultades geográficas para instalar industrias que generen empleo en esa región. Tiene como conexión por carretera de acceso, la SP-332, antigua ruta entre São Paulo y Campinas.
La línea cuenta hasta hoy con las estaciones originales de la SPR, algunas con su edificio construido en el siglo XIX, como Caieiras, Perus y Jaraguá. Esta última es bastante curiosa, porque las dos plataformas existentes (una para cada sentido) se encuentran en diferentes puntos de la línea y no en frente la una con la otra, separados por un paso de nivel. El trayecto también pasa por un túnel (en dos galerías) entre las estaciones Francisco Morato y Botujuru.

## Características
|                                  | Francisco Morato ↔ Luz | Jundiaí ↔ Francisco Morato |
| -------------------------------- | ---------------------- | -------------------------- |
| Extensión                        | 39 km                  | 21,5 km                    |
| Intervalo entre trenes (pico)    | 6 min.                 | 22 min.                    |
| Cantidad de estaciones           | 13                     | 5                          |
| Trenes (hora pico)               | 16                     | 3                          |
| Tiempo de trayecto               | 53 min.                | 25 min.                    |
| Distancia media entre estaciones | 3.247m                 | 5.381m                     |
| Oferta de lugares hora pico      | 14.220                 | 2.438                      |
| Velocidad media operativa        | 46 km/h                | 52 km/h                    |
| Pasos de nivel                   | 4                      | 1                          |

## Estaciones
| Sigla | Estación              | Municipio        | Comentarios                                                                                      | MDU (10/2018) |
| ----- | --------------------- | ---------------- | ------------------------------------------------------------------------------------------------ | ------------- |
| BAS   | Brás                  | São Paulo        | Integración gratuita con líneas 3-Roja, 10-Turquesa, 11-Coral, 12-Safira                         | 165 611       |
| LUZ   | Luz                   | São Paulo        | Integración gratuita con líneas 1-Azul, 4-Amarilla y 11-Coral.                                   | 146 071       |
| BFU   | Palmeiras-Barra Funda | São Paulo        | Integración gratuita con líneas 3-Roja, 8-Diamante. Acceso a Terminal Rodoviário de Barra Funda. | 166 878       |
| ABR   | Água Branca           | São Paulo        |                                                                                                  | 8 213         |
| LPA   | Lapa                  | São Paulo        |                                                                                                  | 32 306        |
| PQR   | Piqueri               | São Paulo        |                                                                                                  | 6 695         |
| PRT   | Pirituba              | São Paulo        | Cercana a Terminal Pirituba de SPTrans.                                                          | 16 743        |
| VCL   | Vila Clarice          | São Paulo        |                                                                                                  | 4 172         |
| JRG   | Jaraguá               | São Paulo        |                                                                                                  | 17 681        |
| VAU   | Vila Aurora           | São Paulo        |                                                                                                  | 9 087         |
| PRU   | Perus                 | São Paulo        |                                                                                                  | 22 887        |
| CAI   | Caieiras              | Caieiras         |                                                                                                  | 13 693        |
| FDR   | Franco da Rocha       | Franco da Rocha  |                                                                                                  | 22 914        |
| BFI   | Baltazar Fidélis      | Franco da Rocha  |                                                                                                  | 8 874         |
| FMO   | Francisco Morato      | Francisco Morato | Integración gratuita con la Extensión Operativa para Jundiaí.                                    | 34 284        |

### Extensión operativa
Los trenes que vienen de Luz paran en Francisco Morato y vuelven para Luz. Para continuar hasta Jundiaí, es necesario un trasbordo. El tramo entre Francisco Morato y Jundiaí es realizado por menos trenes y con mayores intervalos. A partir del día 9 de noviembre de 2009, algunos trenes (fuera del horario pico y en carácter experimental) realizan el trayecto completo Luz ↔ Jundiaí y Jundiaí ↔ Luz. A partir de septiembre de 2020 los trenes empezaron a circular directamente entre Jundiaí-Brás
| Sigla | Estación             | Municipio            | Comentarios                                                     | MDU (05/2008) |
| ----- | -------------------- | -------------------- | --------------------------------------------------------------- | ------------- |
| FMO   | Francisco Morato     | Francisco Morato     | Integración gratuita con el tramo principal de la Línea 7-Rubi. | 34 284        |
| BTJ   | Botujuru             | Campo Limpo Paulista |                                                                 | 1 697         |
| CLP   | Campo Limpo Paulista | Campo Limpo Paulista |                                                                 | 3 954         |
| VPL   | Várzea Paulista      | Várzea Paulista      |                                                                 | 1 855         |
| JUN   | Jundiaí              | Jundiaí              |                                                                 | 8 323         |

MDU = media de usuarios embarcados por día hábil en cada estación, desde el inicio del año. En las estaciones con dos o más líneas el MDU representa la totalidad de pasajeros embarcados en la estación, sin tener en cuenta cual línea será utilizada por el usuario.

## Galería

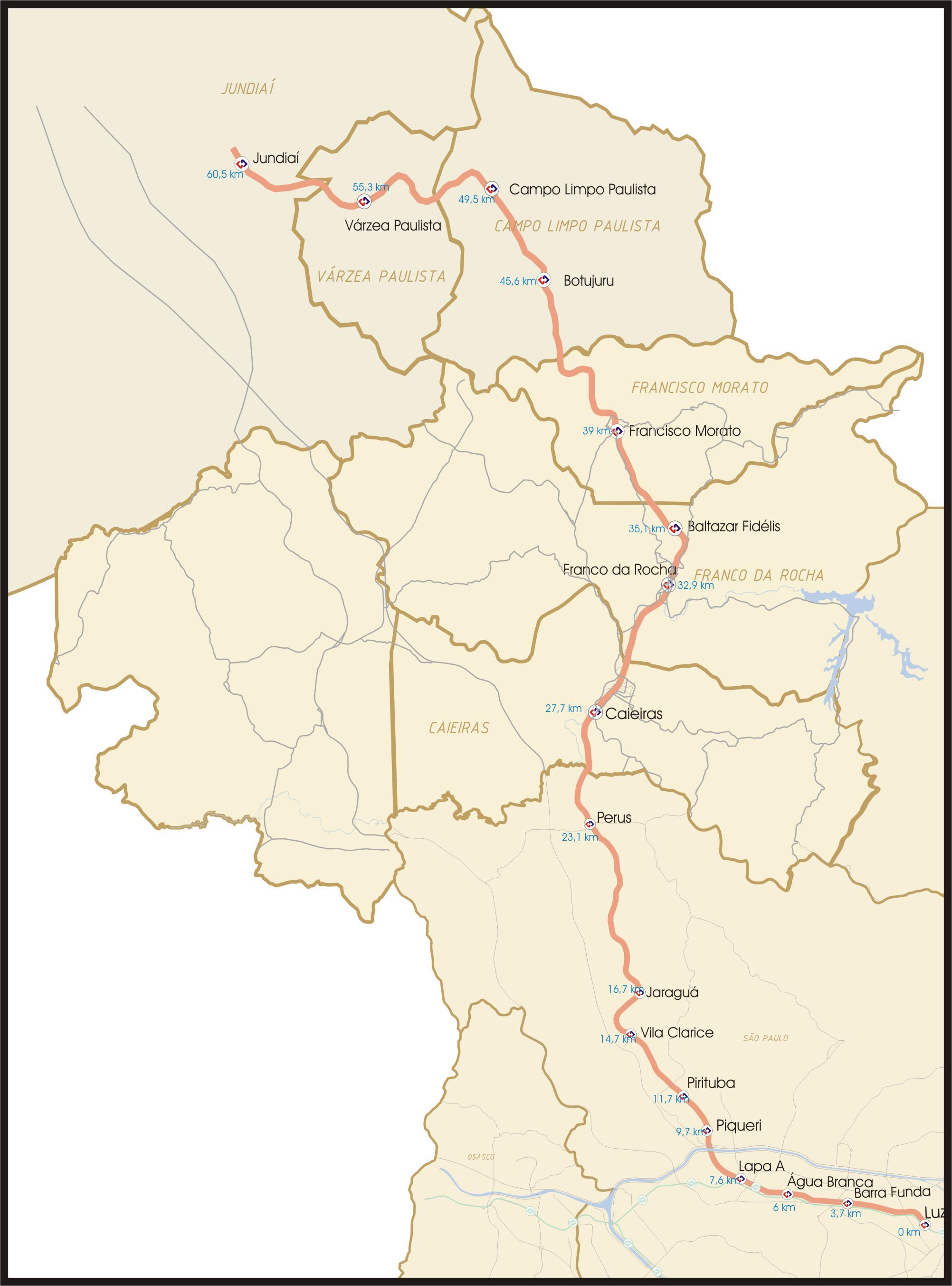
Mapa de la Línea 7
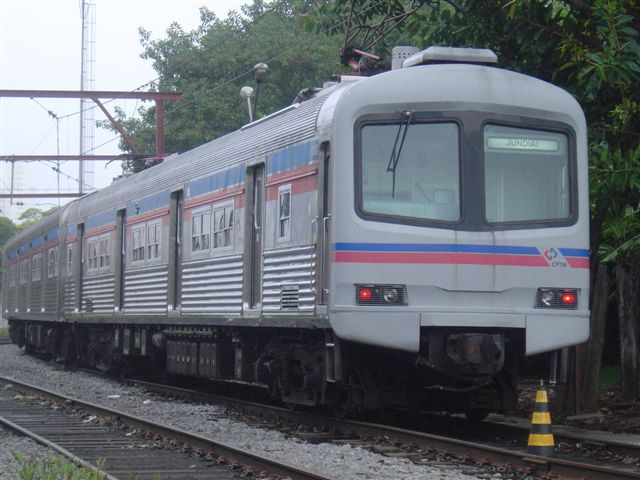
Tren Série 1100
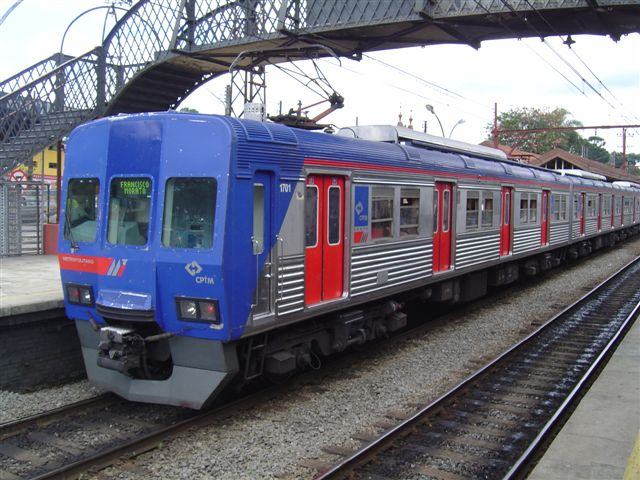
Tren Série 1700
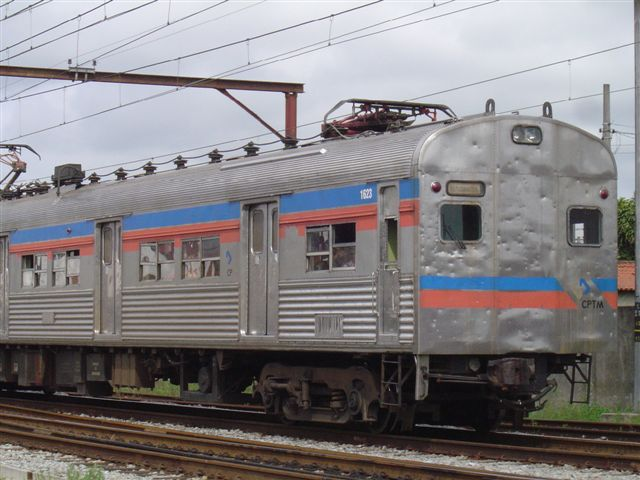
Tren série 1600 da Extensão operacional
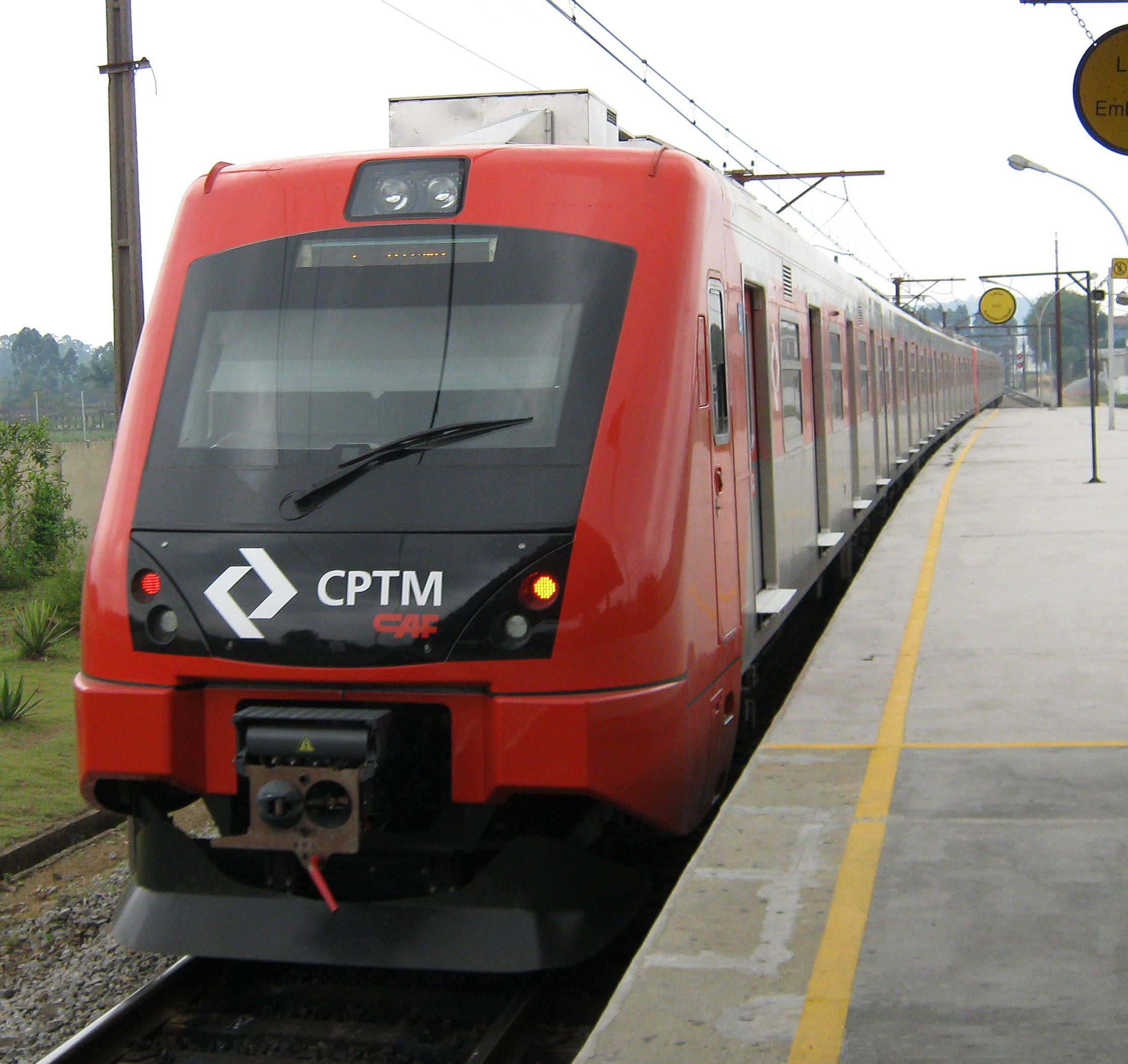
Tren série 7000